# Wilczyce
Wilczyce è un comune rurale polacco del distretto di Sandomierz, nel voivodato della Santacroce.
Ricopre una superficie di 69,94 km² e nel 2004 contava 3 965 abitanti.

## Turismo
La cittadina è posta al 13,5º km del Sentiero regio polacco.